# The Lily
The Lily (Die Lilie) war die erste US-amerikanische Zeitung, die von und für Frauen herausgegeben wurde. Herausgeberin war von 1849 bis 1853 Amelia Jenks Bloomer (1818–1894), bevor sie die Zeitung 1854 an Mary Birdsall verkaufte. Anfangs konzentrierte sich die Zeitung auf die Abstinenzbewegung, weitete aber bald ihren Schwerpunkt auf viele Themen der Frauenrechtlerinnen in den 1850er Jahren aus. Ihre Verbreitung wuchs zusätzlich durch die Diskussion über das für Frauen geeignete, bequeme „Bloomers“-Kostüm, das von der Zeitung propagiert wurde.

## Frühe Ausgaben

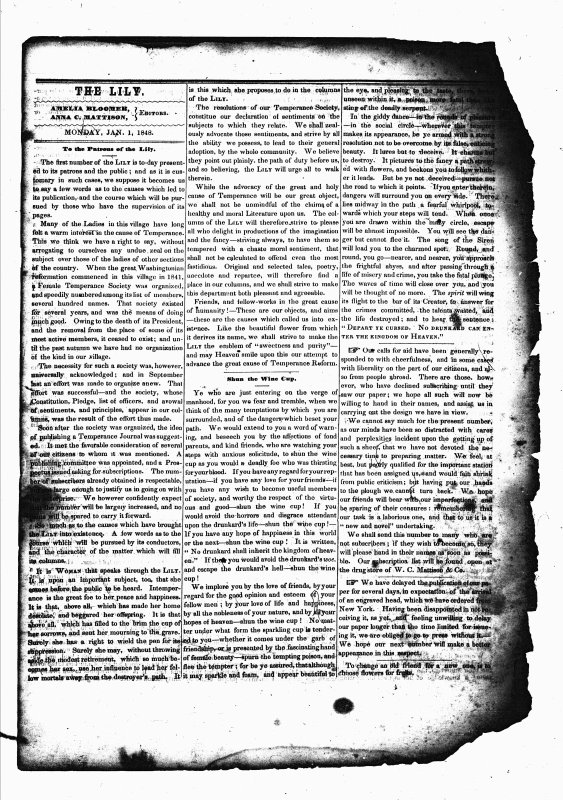
Erstausgabe von The Lily vom 1. Januar 1849.

Im Jahr 1848 war The Lily als Broschüre für die „"Hausverteilung“ unter den Frauen geplant, die der Seneca Falls Ladies Temperance Society angehörten, weil diese sich von größeren Abstinenzbewegungen ausgegrenzt fühlten. Der Enthusiasmus für das Projekt ließ jedoch rasch nach. Amelia Bloomer wollte die Zeitung jedoch weiter publizieren und übernahm selbst die Verantwortung für die Redaktion und Herausgabe der Zeitung. Bloomers anfängliches Interesse galt nicht primär den Frauenrechten, sondern der Abstinenzbewegung, und dieses Thema nahm in den ersten Ausgaben breiten Raum ein, auch nachdem sich die Zeitung von der Temperance Society losgesagt hatte. Sie war der Meinung, dass es weniger unschicklich sei, wenn Frauen Artikel für Reformen verfassten als Reden oder Vorträge zu halten.
Die ersten Ausgaben kosteten 50 Cents pro Jahr und wurden in Seneca Falls, New York, als monatliche, achtseitige, dreispaltige Publikation veröffentlicht. In der ersten Ausgabe, die am 1. Januar 1849 erschien, wurden die Philosophie und die Zielrichtung dargelegt: „Es ist die FRAU, die durch die LILY spricht. Es ist auch ein wichtiges Thema, zu dem sie sich an die Öffentlichkeit wendet, um gehört zu werden. Unmäßigkeit ist der große Feind ihres Friedens und Glücks.“ Bloomer schrieb: „The Lily war die erste Zeitung, die sich den Interessen der Frau widmete, und soweit ich weiß, die erste, die einer Frau gehörte, von ihr herausgegeben und veröffentlicht wurde.“ Anfangs wurde dieses Statement auf der Titelseite mit der Ankündigung „Herausgegeben von einem Komitee von Damen“ gewürdigt, aber nach 1850 wurde im Impressum nur noch Bloomers Name erwähnt.

Die erste Ausgabe war keineswegs radikal, sondern konzentrierte sich auf Fragen der Abstinenzbewegung und stellte die Frauen als „Verteidigerinnen des Hauses“ dar. In der ersten Ausgabe schrieb Bloomer:
Es ist die Frau, die durch The Lily spricht.... Die Unmäßigkeit ist der große Feind ihres Friedens und Glücks. Diese ist es vor allem, die ihre Heimat verwüstet und ihre Nachkommenschaft betrogen hat... Gewiß, sie hat das Recht, ihre Feder für seine Unterdrückung zu schwingen. Sicherlich kann sie, ohne die bescheidenen Vorzüge aufzugeben, die ihrem Geschlecht so sehr zu eigen sind, ihren Einfluss nutzen, um ihre Mitmenschen vom Pfad des Zerstörers wegzuführen.

## Themenschwerpunkt Frauenrechte
Mit der Zeit verlagerte sich der Schwerpunkt auf umfassendere Fragen der Frauenrechte. Diese Ausweitung des Schwerpunkts war zum Teil dem Einfluss von Elizabeth Cady Stanton zu verdanken, die unter dem Pseudonym „Sunflower“ Artikel für The Lily verfasste. Bereits 1850 bezeichnete sich The Lily als „DEVOTED TO THE INTERESTS OF WOMEN“ (den Interessen der Frauen gewidmet) und 1852 als „Emancipation of Woman from Intemperance, Injustice, Prejudice, and Bigotry“ (Emanzipation der Frau von Unmäßigkeit, Ungerechtigkeit, Vorurteilen und Bigotterie). Für Bloomer engagierten sich viele Redakteure und Mitarbeiter beteiligt, die sich gegenseitig bei der Herausgabe halfen; dies wurde später zum Vorbild für andere Zeitschriften, die sich mit dem Frauenwahlrecht befassten. Andere frühe, von Frauen herausgegebene Zeitschriften, die sich mit Frauenfragen und -protesten befassten, waren The Genius of Liberty (1851–1853), herausgegeben von Elizabeth Aldrich; The Pioneer and Woman's Advocate (1852–1853), herausgegeben von Ann W. Spencer; The Una (1853–1855), herausgegeben von Paula Wright Davis; The Revolution (1868–1872), herausgegeben von Susan B. Anthony, Elizabeth Cady Stanton und Parker Pillsbury; The Woman's Advocate, (1855–1858) und The Sibyl (1856–1864), herausgegeben von Lydia Hasbrouck.
Eine Quelle beschreibt die Bandbreite der Themen von The Lily: „Eine faszinierende Mischung von Rezepten bis hin zu moralischen Traktaten, The Lily fesselte die Leserinnen eines breiten Spektrums von Frauen und klärte sie nicht nur über die Wahrheit der Ungerechtigkeit der Frauen auf, sondern auch über die Möglichkeiten einer umfassenden sozialen Reform.“ Während ihrer gesamten Erscheinungszeit enthielt die Zeitung Hinweise auf die Bedeutung der Abstinenz und auf die Schrecken des Alkohols. In einer Ausgabe vom Mai 1849 findet sich folgendes Beispiel: „Ein betrunkener Mann ist in Liverpool, Onondaga Co., in einen Kessel mit kochender Salzlake gefallen und zu Tode gekocht worden.“

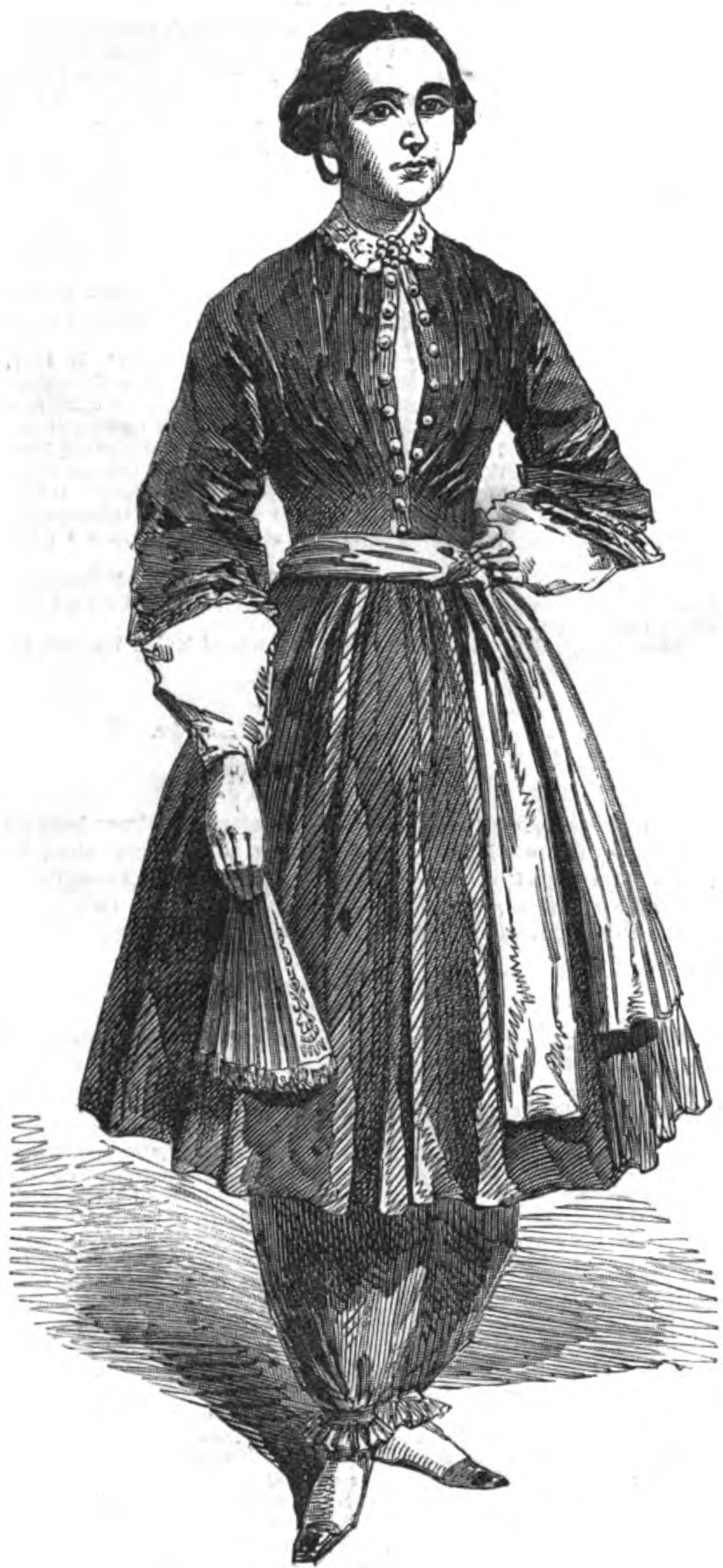
Darstellung von Amelia Bloomer in dem berühmten, nach ihr benannten „Bloomer“-Kostüm (Tunika und „Panteletten“).

Das „Bloomer-Kostüm“, für das Bloomer bekannt wurde, war ein Kleidungsstück, das aus einer Tunika und Panteletten bestand und in der Zeitung abgebildet wurde. Obwohl Bloomer dieses Kostüm nicht selbst kreiert hatte, verteidigte sie es in The Lily. Diese Artikel wurden später von der New York Tribune aufgegriffen. Bloomers Artikel über diesen Kleidungsstil, zusammen mit Illustrationen, Nähanleitungen und Geschichten von Frauen, die Bloomers trugen, die in The Lily abgedruckt wurden, führten dazu, dass der Stil als Bloomers eigene Kreation angesehen wurde. Sie erklärte, dass dieser Kleidungsstil für die Gesundheit und Sicherheit der Frauen von wesentlicher Bedeutung sei, da er das Risiko des Tragens von Kindern und Kerzen über Treppen verringere. Sie erinnerte sich: „Sobald bekannt wurde, dass ich das neue Kleid trug, erreichten mich Hunderte von Briefen von Frauen aus dem ganzen Land, die sich über das Kleid erkundigten und nach Schnittmustern fragten - ein Zeichen dafür, wie bereit und bestrebt die Frauen waren, die Last der langen, schweren Röcke abzuwerfen.“ Während Bloomer und andere dieses Outfit schließlich verwarfen, weil es den Fokus der Menschen von den Rechten der Frauen hin auf die Kleidung verlagerte, spielte The Lily eine Schlüsselrolle bei der Bekanntmachung dieses Kleidungsstils, das dazu beitragen sollte, die Kleidervorschriften von Frauen in den USA zu verändern. Die Auflage von The Lily stieg von 500 auf 4.000 Exemplare pro Monat, wobei ein Teil der Steigerung auf die Diskussion über die Damenunterwäsche und die Kleiderreform zurückzuführen ist.
Bloomer beschrieb ihre Gefühle darüber, die erste Frau zu sein, die eine Zeitung für Frauen leitete: „Es war ein notwendiges Instrument, um die Wahrheit eines neuen Evangeliums für die Frau zu verbreiten, und ich konnte meine Hand nicht zurückhalten, um das Werk, das ich begonnen hatte, aufzuhalten. Ich sah das Ende nicht vom Anfang an und träumte davon, wohin mich meine Vorschläge an die Gesellschaft führen würden.“ Die Zeitung war ein Beispiel dafür, wie eine Zeitung das Gemeinschaftsgefühl und die Kontinuität unter der Emanzipationsbewegung fördern konnte, wie eine Quelle beschreibt.

## Spätere Ausgaben
In den frühen 1850er Jahren wurde die Beziehung zwischen der Abstinenzbewegung und dem Kampf der Frauen für das Wahlrecht in The Lily intensiver. Elizabeth Cady Stanton, eine Mitarbeiterin von The Lily, forderte in einem Artikel, dass Frauen mit in die Gesetzgebung einbezogen werden sollten, um den Verkauf von Alkohol einzuschränken und sich von unzüchtigen Männern scheiden zu lassen. Bloomer schrieb, dass „der einzige Weg, auf dem Frauen in dieser Sache etwas bewirken können, die Stimmabgabe ist“, eine Position, die sie als „ein starkes Gefühl für die Rechte der Frauen“ bezeichnete. The Lily veröffentlichte nicht nur Artikel über das Frauenwahlrecht, sondern auch über wichtige soziale Reformthemen wie Eigentumsrechte, Bildung, Beschäftigung, Kleiderreform und Sklaverei, einschließlich der Sklaverei von Frauen gegenüber Männern. Die Zeitung sah die Lösung für die Gefahren, die von betrunkenen Ehemännern ausgingen, zunehmend in erweiterten Rechten für Frauen und größeren strukturellen Veränderungen.
In einer von ihrem Ehemann verfassten Biografie über Amelia Bloomer wird sie mit der Aussage zitiert, dass ihr der „hübsche“ Name der Zeitung (der von der örtlichen Frauenvereinigung für Mäßigung vergeben worden war) nie gefiel, aber da die Zeitung bald weithin unter diesem Namen bekannt wurde, beschloss sie, ihn nicht zu ändern.
Bis 1853 hatte die Zeitung eine landesweite Auflage von 6.000 Exemplaren, und Bloomer setzte die Produktion in Mount Vernon, Ohio, fort, nachdem Bloomer mit ihrem Mann Dexter Bloomer dorthin umgezogen war. 1854 oder 1855 verkaufte Amelia Bloomer die Zeitung an Mary Birdsall, weil sie in ein neues Haus in Council Bluffs, Iowa, umzog, wo es keine Möglichkeit zur Veröffentlichung von Zeitungen gab. Bloomer war jedoch weiterhin als korrespondierende Redakteurin tätig. Birdsall war Redakteurin des Indiana Farmer, der auch einen Abschnitt über Frauenthemen enthielt. Sie unterstützte Bloomers Ansichten, und die Zeitung bot ihr eine Möglichkeit, ihre journalistische Tätigkeit fortzusetzen. Die Zeitung setzte sich weiterhin für die Belange der Frauen und für Abstinenz ein. Unter Birdsall wurde die The Lily einige Jahre lang in Richmond, Indiana, herausgegeben und landesweit vertrieben, wobei sie bei der Redaktion und der Herausgabe von Mary F. Thomas unterstützt wurde. Über das Erscheinungsdatum der letzten Ausgabe gibt es unterschiedliche Angaben, die von 1856 bis 1870 reichen.